# Martinet chiquesol
Chaetura martinica
Espèce
Synonymes
- Hirundo martinica Hermann, 1783
(protonyme)

Statut de conservation UICN

 LC  : Préoccupation mineure
Le Martinet chiquesol (Chaetura martinica) ou Martinet de la Martinique, aussi Petit martinet noir et  Hirondelle, est une espèce d'oiseaux de la famille des Apodidae.

## Répartition
Cet oiseau est endémique des petites Antilles : Dominique, en Guadeloupe, en Martinique, à Sainte-Lucie et à Saint-Vincent, peut-être à Niévès.